# История Вермонта

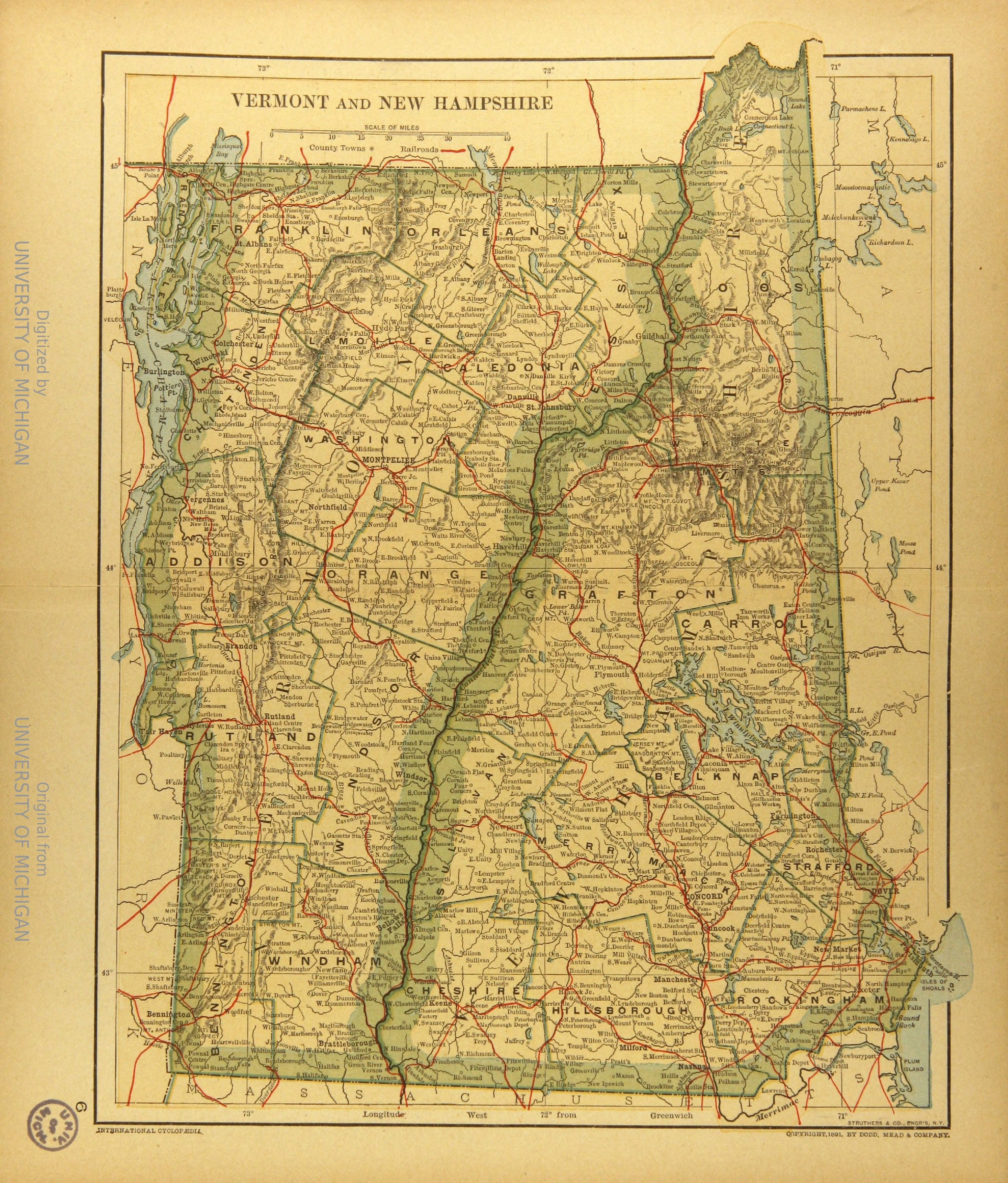
Карта Вермонта (слева) и Нью-Джерси.

История Вермонта начинается 9 000 лет до н.э., когда после конца ледникового периода его территория была заселена палеоиндейцами. К 1600 году его населяли алгонкинские племена Вабанакской конфедерации. Озеро Шамплейн было границей между Абенаками и Конфедерацией ирокезов. В 1609 году французы обнаружили Вермонт и дали ему своё название. Заселение Вермонта англичанами началось только после окончания Семилетней войны в 1763 году. К началу Американской революции здесь проживало около 20 000 человек. Вермонт оказался спорной территорией между колониями Нью-Йорк и Нью-Джерси, поэтому в 1777 году он объявил себя независимой республикой Вермонт и создал свою конституцию. В 1790 году Нью-Йорк отказался от претензий на Вермонт, а в 1791 году он был принят в Союз в качестве 14-го штата.
В XIX веке в Вермонте доминировала сначала Антимасонская партия, затем Партия вигов, а в 1854 году к власти пришла Республиканская партия, которая продержалась у власти до 1958 года. Более 35 000 вермонтцев приняли участие в Гражданской войне на стороне Севера. После войны Вермонт специализировался на молочном животноводстве, а постоянный отток населения за запад поддерживал сельский характер его экономики. В 1930-е годы Вермонт  стал популярным местом летнего и зимнего туризма.
В 2000 году Вермонт первым в США узаконил однополые гражданские браки, а в 2009 году стал 4-м штатом, узаконившим однополые официальные браки.